# Большая Урзуга
Большая У́рзуга — река в Архангельской области, левый и крупнейший приток Лаи.
Длина реки — 120 км. Протекает в заболоченной тайге в 35-45 км к юго-западу и югу от Северодвинска, преимущественно в границах Приморского района.
Берёт начало в болотах в основании Онежского полуострова, в Онежском районе. В верховьях река течёт на север, затем на большом протяжении течёт на восток-юго-восток (участок среднего течения проходит в границах городского округа Северодвинск). В нижнем течении отклоняется на северо-запад. Впадает в Лаю по левому берегу в 62 км от её устья (является крупнее Лаи в месте их слияния). Русло очень извилистое.
Населённых пунктов в бассейне реки нет. Имеется мост в среднем течении на Кудемской узкоколейной железной дороге.
Основные притоки (от устья, правые):
- 40 км: Нижняя Корпиха
- 63 км: Белая
- 77 км: Малая Урзуга

В бассейне находится множество озёр, крупнейшие из них: Палозеро, Большое Скопозеро, Верхнее Корпозеро.